# Dammer (Einheit)
Dammer war ein Längenmaß im Herzogtum Oldenburg und galt als Elle.
- 1 Dammer = 7/8 Brabanter Elle = 60,5 Zentimeter